# A célszemély
A célszemély (eredeti cím: Person of Interest) 2011 és 2016 között futó amerikai akció-krimisorozat. A főszerepben James Caviezel, Michael Emerson, Taraji P. Henson és Kevin Chapman látható, a sorozat gyártói a Kilter Films, a Bad Robot és a Warner Bros. television.
Az Amerikai Egyesült Államokban és Kanadában 2011. szeptember 22-én, míg Magyarországon 2012 március 8-án debütált a sorozat. Amerikában a CBS, míg Magyarországon a Viasat 3, Viasat 6 és a Viasat 2 sugározza.

## Cselekmény
Harold Finch nem mindennapi milliárdos. Zseniális informatikus, aki kormánymegrendelésre olyan titkos globális számítógépes rendszert épített, amely minden digitális információhoz hozzáfér: kamerák képei, adatbázisok, telefonbeszélgetések, GPS-adatok stb.
A gép algoritmusát arra programozta, hogy kiszűrje az Egyesült Államokat érintő terrorfenyegetéseket, azonban nem várt "mellékhatásként" a komputer hétköznapi bűnesetekben érintett embereket is megjelöl. Ezekkel a polgárokkal a kormány nem foglalkozik, Finch azonban erkölcsi okokból nem képes annyiban hagyni a dolgot: szolgálatába fogadja John Reese korábbi CIA-ügynököt, akinek élete épp mélyponton tengődik. Együtt megkísérlik a lehetetlent: kideríteni, hogy a géptől kapott társadalombiztosítási szám áldozatot takar, vagy elkövetőt, s még mielőtt megtörténik, megakadályozni a bűncselekményeket.

## Szereplők
| Szereplő               | Színész          | Magyar hang     | Leírás |
| ---------------------- | ---------------- | --------------- | --- |
| John Reese             | James Caviezel   | Széles Tamás    | A Speciális Erők korábbi operátora, később a CIA tisztje. Reese-t egy kínai küldetése után tévesen halottnak nyilvánították. Fegyver- és közelharc-specialista, kiégett, kiábrándult, magányos figura, akinek a küldetések adnak újra hitet. |
| Harold Finch           | Michael Emerson  | Besenczi Árpád  | visszahúzódó, kissé rigolyás szoftvermérnök, a Gép tervezője. A csapat esze, erkölcsi és szellemi vezérfonala. |
| Jocelyn "Joss" Carter  | Taraji P. Henson | Román Judit     | New York-i nyomozó, korábban az amerikai hadsereg kihallgatási tisztje. A történek legelején Finch közbelépésével Reese megmenekül attól, hogy lecsukják, de felkelti Carter érdeklődését, s amint útjuk mind gyakrabban keresztezi egymást, lassan Carter is a csapat részévé válik.                                                                                |
| Lionel Fusco           | Kevin Chapman    | Várkonyi András | zsaru, a korrupt rendőr-bűnszervezet, a HR egyik tagja. A HR felszámolása után Reese társa lesz a magánakciók során. |
| Forrás/Samantha Groves | Amy Acker        | Solecki Janka   | kezdetben erkölcsileg igencsak ingatag, enyhe pszichopatikus tüneteket produkáló hacker, akinek mániája, hogy hozzáférjen a Géphez. Finch és Reese tehetséges és okos ellensége, mígnem a Gép a saját oldalára állítja és egy beültetett implantátum segítségével közvetlenül kommunikál vele. Az ötödik évadtól a Gép hangja.                                       |
| Sameen Shaw            | Sarah Shahi      |                 | titkos ügynök, korábban tengerészgyalogos, aki kezdetben a Gép által a kormánynak kiadott nemzetbiztonsági fenyegetéseket "elintéző" különítmény tagja. Személyiségzavaros, ezáltal emberi érzésekre és azok kommunikálására gyakorlatilag képtelen, ám rendkívül hatékony harcos: beszervezése után értékes csapattag, Forrás megkülönböztetett figyelmének tárgya. |

## Epizódok
| Évad | Évad | Részek száma | Részek száma | Eredeti sugárzás     | Eredeti sugárzás | Eredeti adó | Magyar sugárzás     | Magyar sugárzás     | Magyar adó |
| Évad | Évad | Részek száma | Részek száma | Évadbemutató         | Évadzáró         | Eredeti adó | Évadbemutató        | Évadzáró            | Magyar adó |
| ---- | ---- | ------------ | ------------ | -------------------- | ---------------- | ----------- | ------------------- | ------------------- | ---------- |
|      | 1.   | 23           | 23           | 2011. szeptember 22. | 2012. május 17.  | CBS         | 2012. március 8.    | 2012. augusztus 9.  | Viasat 3   |
|      | 2.   | 22           | 22           | 2012. szeptember 27. | 2013. május 9.   | CBS         | 2013. március 24.   | 2013. augusztus 18. | Viasat 3   |
|      | 3.   | 23           | 23           | 2013. szeptember 24. | 2014. május 13.  | CBS         | 2014. július 29.    | 2014. december 30.  | Viasat 3   |
|      | 4.   | 22           | 22           | 2014. szeptember 23. | 2015. május 5.   | CBS         | 2015. június 5.     | 2015. október 30.   | Viasat 3   |
|      | 5.   | 13           | 13           | 2016. május 3.       | 2016. június 21. | CBS         | 2016. szeptember 9. | 2016. december 2.   | Viasat 6   |